# Diocèse d'Est Anglie
Le diocèse d'Est Anglie est un diocèse suffragant de l'archidiocèse de Westminster. Il a été constitué en 1878, et l'on comptait 111 200 baptisés pour 2 524 000 habitants en 2023. Son évêque actuel est Peter Collins (en), depuis 2022.

## Territoire

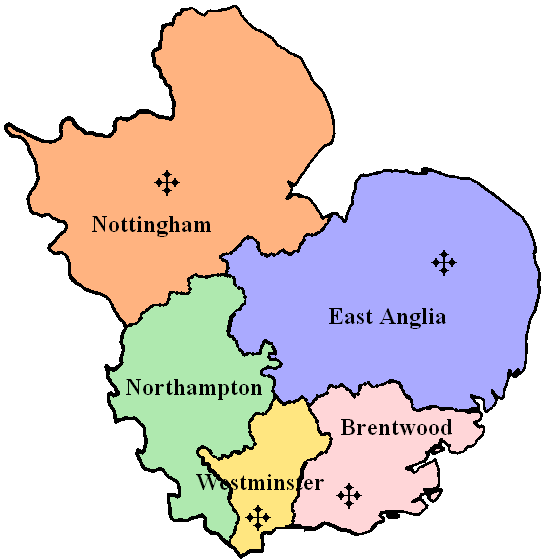
Le diocèse parmi la province ecclésiastique de Westminster.

Le diocèse comprend les comtés anglais du Cambridgeshire, de Norfolk et de Suffolk ainsi que l'autorité unitaire de Peterborough.
L'évêché est à Norwich, où se trouve la cathédrale Saint-Jean-Baptiste. À Walsingham se trouve la basilique mineure du sanctuaire marial de Notre-Dame de Walsingham.
Le territoire couvre 12 559 km², et, en 2023, il est divisé en 52 paroisses, servies par 33 diacres et 150 prêtres (91 diocésains et 34 religieux).

## Histoire
Le diocèse a été érigé le 13 mars 1976 par la bulle Quod Oecumenicum du pape Paul VI, prenant son territoire du diocèse de Northampton.
Il a le même siège et essentiellement le même territoire que l'ancien diocèse de Norwich (it), mais n'a pas pris son nom en raison des dispositions de la loi de 1829 concernant les catholiques romains, qui interdisait la création de diocèses catholiques portant le même nom que des diocèses anglicans existants.

## Source
- (it) Cet article est partiellement ou en totalité issu de l’article de Wikipédia en italien intitulé « Diocesi di East Anglia » (voir la liste des auteurs).